# Gustav Bernhard Rüschhoff
Gustav Bernhard Rüschhoff (* 27. Januar 1886 in Neuwied; † 28. Oktober 1947 ebenda) war ein deutscher Maler, Zeichner und Graphiker.

## Leben und Werk

Von Gustav Bernhard Rüschhoff entworfenes Wappen des Kreises Neuwied

Geboren als Sohn eines Neuwieder Malermeisters, wuchs Gustav Bernhard Rüschhoff mit neun Geschwistern auf. Nach Abschluss der Volksschule absolvierte er eine Lehre als Dekorationsmaler in Wiesbaden. 1906–1907 leistete er in Trier seinen Militärdienst ab und arbeitete danach im väterlichen Malerbetrieb.
Nachdem sein Talent bei der Innengestaltung der Neuwieder Synagoge entdeckt worden war, ging Rüschhoff auf die Malerschule in Buxtehude bei Hamburg. Anschließend besuchte er 1912–1913 die Akademie der Bildenden Künste München bei Professor Heinrich Knirr.
Im Ersten Weltkrieg diente Rüschhoff als Vizefeldwebel, wurde aber nach einer schweren Verletzung aus dem Militärdienst entlassen. Nach seiner Genesung zog er Ende 1918 zunächst wieder in sein Elternhaus in der Bahnhofstraße 8 (Neuwied). Aber bereits im folgenden Jahr bezog Rüschhoff in der Heinrichstraße 44 Neuwied ein eigenes Haus mit Atelier.
Schnell machte Rüschhoff sich einen Namen als Porträt-, Landschafts- und Stilllebenmaler, sowie 1925 als Gestalter des Wappens des Kreises Neuwied. Er malte u. a. heute nicht mehr erhaltene große Porträts von je vier deutschen Musikern und Dichtern für das Städtische Oberlyzeum Neuwied (heute Rhein-Wied-Gymnasium (RWG)).
Als Gebrauchsgrafiker fertigte Rüschhoff u. a. viele Urkunden, Ehrenbürgerbriefe, Glückwunschkarten, Fremdenverkehrsprospekte und Werbung für heimische Firmen an. Daneben gestaltete er in den zwanziger und dreißiger Jahren das Titelblatt des Neuwieder Heimatkalenders (heute Heimatjahrbuch).
Zudem erteilte er für einige Zeit an der Gewerblichen Berufsschule Neuwied Zeichen- und Malunterricht. In denselben Fertigkeiten unterrichtete Rüschhoff sogar einige Male niederländische Prinzessinnen auf Schloss Monrepos bei Neuwied, welche dort zu Besuch bei ihren fürstlich-wiedischen Tanten weilten.
Ab 1937 war er Mitglied der Reichskammer der bildenden Künste und nahm 1938 erstmals an der jährlichen Großen Kunstausstellung im Haus der Deutschen Kunst in München teil.
Zwei Jahre nach Rüschhoffs Tod veranstaltete das Kreismuseum Neuwied (heute Roentgen-Museum) eine große Gedächtnisausstellung. Bilder von ihm befinden sich u. a. im Roentgen-Museum in Neuwied.

## Familie
Gustav Bernhard Rüschhoff war der Bruder des Neuwieder Architekten Curt Karl Rüschhoff (1887–1969).